# Tim Elkington
John Francis Durham Elkington (Edgbaston, Reino Unido, 23 de diciembre de 1920-1 de febrero de 2019), conocido como Tim Elkington, fue un piloto británico, comandante de ala de los cazas de la Real Fuerza aérea (RAF), que voló durante la batalla de Inglaterra y fue uno de los últimos tripulantes supervivientes conocidos como «The Few» (los pocos).

## Biografía

### Primeros años de vida
Nació en Edgbaston cerca de Birmingham el 23 de diciembre de 1920, el único hijo de Alan Durham Elkington y su esposa Isabel Frances (née Griffin). Fue educado en Hockley Heath y Bedford School.

### Carrera militar
Se unió a la Real Fuerza Aérea en septiembre de 1939 como un cadete de vuelo en el Colegio Cranwell. Entre octubre de 1939 y abril de 1940 se entrenó en la Escuela de entrenamiento de vuelo elemental No. 9 en la RAF Ansty. Luego realizó un entrenamiento adicional con la Escuela de entrenamiento de vuelo de servicio No. 17 en la RAF Cranwell. Fue comisionado el 14 de julio de 1940 y se unió al escuadrón n.º 1 de la RAF en la RAF Northolt un día después y voló Hawker Hurricanes durante la batalla de Gran Bretaña. Su primer derribo confirmado se produjo el 15 de agosto de 1940, derribando un Messerschmitt Bf 109.
Un día más tarde fue derribado y herido el 16 de agosto de 1940 (la investigación muestra que fue derribado por Helmut Wick). Después de recuperarse en el hospital Royal West Sussex en Chichester se reincorporó al escuadrón n.º 1 el 1 de octubre de 1940 en la RAF Wittering.
Después de un período en la Unidad de Entrenamiento Operacional n.º 55 como instructor, a finales de mayo de 1941 se unió al escuadrón n.º 601 de la RAF Manston. Fue ascendido a oficial de vuelo el 14 de julio de 1941. A partir de ahí se unió al escuadrón n.º 134 de la RAF Leconfield en julio de 1941.
El 12 de agosto de 1941 el escuadrón se embarcó en el HMS Argus y despegó del portaaviones el 7 de septiembre para un aeródromo cerca de Murmansk. Hasta mediados de octubre 1941 Elkington participó en la escolta de bombarderos y también entrenó a pilotos rusos para volar «Hurricanes». El 6 de octubre 1941 Tim Elkington junto con el sargento B. Barnes del escuadrón n.º 134 derribó a un bombardero alemán Junkers Ju 88 sobre Vayenga. Regresó de Rusia en enero de 1942.
En abril de 1942 se unió a la unidad de caza de buques mercantes (MSFU) en la RAF Speke hasta agosto de 1942. Después de un corto período con el escuadrón n.º 1 de nuevo, en septiembre de 1942, Elkington se unió al escuadrón n.º 539 de la RAF en la RAF Acklington volando «Hurricanes» junto a los aviones Douglas A-20 Havoc en operaciones nocturnas. Fue ascendido a teniente de vuelo 14 de octubre de 1942. 
Después de que el escuadrón n.º 539 se disolviera a finales de enero de 1943, se unió al escuadrón n.º 197 de la RAF en la RAF Drem volando el Hawker Typhoon. Después de las operaciones de la RAF Tangmere fue enviado al escuadrón n.º 67 de la RAF Alipore, Calcuta en diciembre de 1943. Cuando la gira expiró, Elkington pasó tres años al mando de la AFDU en la RAF Amarda Road y regresó a su casa en octubre de 1946.